# Pléiades du Nord
Pour les articles homonymes, voir Pléiade.
Les pléiades du Nord sont un groupe d'îlots dans les Iles Loyauté en Nouvelle-Calédonie.

## Composition
- Île Anemeec
- Île Angeu (ou Agnehu)
- Île Haute (ou Bagao)
- Hnyeekon Puu
- Hoo Loom (ou Île Holo)
- Île Jehuten
- Les Jumeaux
- Motu Awa
- Motu Fatu
- Motu Niu
- Motu Veiloa
- Motu Waaunyi
- Île de la Table
- Île de la Tortue
- Île Waadeu (ou Wadea)
- Île Wenyook (ou Wegnec)